# Alexander Dmitrijewitsch Wentzel
Alexander Dmitrijewitsch Wentzel (russisch Александр Дмитриевич Вентцель, englische Transkription Alexander Dmitrievich Wentzell; * 16. Februar 1937 in Moskau) ist ein russisch-US-amerikanischer Mathematiker.
Wentzel, Sohn Dmitri Wentzels und seiner Frau I. Grekowa und Schwiegersohn Frida Wigdorowas, studierte an der Lomonossow-Universität mit dem Abschluss 1958 und wurde 1964 am Steklow-Institut in Moskau bei Eugene Dynkin  promoviert. Er lehrte ab 1961 als Dozent an der Lomonossow-Universität und war 1966 bis 1991 Assistenzprofessor. 1984 habilitierte er sich an der Lomonossow-Universität (russischer Doktortitel). 1991/92 war er Gastprofessor an der University of Maryland und 1992/93 an der University of Minnesota. Seit 1993 ist er Professor an der Tulane University.
Er befasst sich mit stochastischen Prozessen, Wahrscheinlichkeitstheorie, Funktionalanalysis und partiellen Differentialgleichungen.
1963 erhielt er den Preis der Moskauer Mathematischen Gesellschaft. 1978 war er eingeladener Vortragender auf dem Internationalen Mathematikerkongress in Helsinki.

## Schriften
- mit Александр Дмитриевич Вентцель: Флуктуации в динамических системах под действием малых случайных возмущений. Наука, Москва 1979, (englisch: mit Alexander D. Wentzell: Random perturbations and dynamical systems (= Grundlehren der mathematischen Wissenschaften. 260). Springer, New York NY u. a. 1984, ISBN 0-387-90858-7.)